# Comté de Wayne (Ohio)
Pour les articles homonymes, voir Comté de Wayne.
Le comté de Wayne – en anglais : Wayne County – est un des 88 comtés de l'État de l'Ohio, aux États-Unis.
Son siège est fixé à Wooster.

## Géographie
Selon les données du Bureau du recensement des États-Unis, le comté de Wayne a une superficie de 1 441 km² (soit 556 mi²), dont 1 438 km² (soit 555 mi²) en surfaces terrestres et 2 km² (soit 1 mi²) en surfaces aquatiques.

## Comtés limitrophes
- Comté de Medina, au nord
- Comté de Summit, au nord-est
- Comté de Stark, à l'est
- Comté de Holmes, au sud
- Comté d'Ashland, à l'ouest

## Démographie
Le comté était peuplé, lors du recensement de 2000, de 111 564 habitants.